# Visana
Visana, dont le siège est à Berne, est une compagnie d'assurance suisse, spécialisée dans l’assurance-maladie et accidents. Le groupe compte près de 827 000 personnes assurées en privé, ainsi que 14 000 entreprises, autorités et associations professionnelles assurées. En 2019, le groupe Visana a enregistré un volume de primes de 3,3 milliards de francs suisses, avec 1300 collaborateurs et collaboratrices, à près de 100 emplacements, avec un gain de 196,4 millions de francs (année précédente : 69,8 millions).

## Zone d'activité
Le groupe Visana fait partie des plus importants assureurs-maladie et accidents de Suisse. Il propose l’assurance-obligatoire des soins selon la loi sur l’assurance-maladie LAMal, des assurances-maladie complémentaires et assurances de choses selon la loi sur le contrat d’assurance LCA ainsi que des assurances-accidents selon la loi sur l’assurance-accidents LAA.
L'entreprise assure une clientèle privée (personnes individuelles et familles) de même qu’une clientèle entreprises (entreprises, institutions publiques et associations professionnelles). Pour cette dernière, elle propose des assurances-accidents et de perte de salaire, entre autres. Les assurances ménage, des bâtiments, de responsabilité civile privée et de protection juridique font également partie du portefeuilles.
Le groupe Visana compte huit sociétés. Visana SA, sana24 SA, vivacare SA et Galenos AG exploitent l'assurance obligatoire des soins et sont soumises à la surveillance de l'Office fédéral de la santé publique (OFSP). Visana Assurances SA exploite les assurances complémentaires et l'assurance-accidents et est soumise à l'autorité fédérale de surveillance des marchés financiers (FINMA).
Visana Services SA est la société de services de l’entreprise, par laquelle tous les collaborateurs et collaboratrices sont employés. La fondation Visana Plus possède 100% du capital-actions de Visana Beteiligungen SA. Elle soutient par ailleurs des projets dans le domaine de la promotion de la santé et de la prévention.

## Histoire
En 1996, l’entreprise a été créée avec l'entrée en vigueur de la nouvelle loi sur l'assurance-maladie, par la fusion des trois caisses-maladie KKB (fondée en 1870), Grütli (fondée en 1872) et Evidenzia (fondée en 1990).
En 1998, l’entreprise a été présente dans les médias, lorsqu'elle a abandonné l'assurance de base dans huit cantons,. En réaction, le Département fédéral de l’intérieur a annoncé vouloir éviter à l’avenir que «l'exemple du retrait de Visana de l'assurance de base dans certains cantons ne fasse école». Au 1er janvier 2009, Visana a repris son activité d'assureur de base dans tous les cantons et est depuis active sur l'ensemble de la Suisse.
En 2006, Visana a fondé les deux filiales indépendantes, sana24 et vivacare. En automne 2013, les trois caisses Visana, sana24 et vivacare ont été rassemblées sous la marque faîtière Visana. En 2018, l’assurance zurichoise Galenos a été reprise.